# Torneo Apertura 2022 de Segunda División de Costa Rica
El Torneo Apertura 2022 fue la edición 92.° del campeonato de liga de la Segunda División del fútbol costarricense, que dio inicio a la temporada 2022-23.
Como novedades, se destacó que a partir del Apertura 2022, A. D. R. Jicaral es el nuevo inquilino de la Liga de Ascenso para esta temporada tras perder la categoría en la Primera División al terminar de último en la tabla acumulada.  El conjunto peninsular regresa a la Liga de Ascenso tras 3 años de su ascenso.
Otra de las novedades fue que Marineros de Puntarenas cambió su nombre a Limón Black Star, siendo movida su sede a la provincia de Limón en el Estadio Juan Gobán. También para esta temporada volvió a ver ascenso de LINAFA tras 2 años de estar congelado el descenso y ascenso de esta liga por la pandemia del COVID-19.
También se dio a conocer la compra de la franquicia de Barrio México por parte de la Asociación Deportiva Sarchí. Este equipo viene proveniente de LINAFA.

## Sistema de competición
El torneo del Liga de Ascenso, está conformado en dos partes:
- Fase de clasificación: Se integra por las 18 jornadas del torneo.
- Fase final: Se integra por los partidos de cuartos de final, semifinal y final.

### Fase de clasificación
En la fase de clasificación se observará el sistema de puntos. La ubicación en la tabla general está sujeta a lo siguiente:
- Por juego ganado se obtendrán tres puntos.
- Por juego empatado se obtendrá un punto.
- Por juego perdido no se otorgan puntos.

En esta fase participan los 17 clubes de la Liga de Ascenso jugando en el torneo 18 jornadas respectivas, a visita recíproca según el grupo que pertenece.
El orden de los clubes al final de la fase de calificación del torneo corresponderá a la suma de los puntos obtenidos por cada uno de ellos y se presentará en forma descendente. Si al finalizar las 18 jornadas del torneo, dos o más clubes estuviesen empatados en puntos, su posición en la tabla general será determinada atendiendo a los siguientes criterios de desempate:
1. Mayor diferencia positiva general de goles. Este resultado se obtiene mediante la sumatoria de los goles anotados a todos los rivales, en cada campeonato menos los goles recibidos de estos.
2. Mayor cantidad de goles a favor, anotados a todos los rivales dentro de la misma competencia.
3. Mejor puntuación particular que hayan conseguido en las confrontaciones particulares entre ellos mismos.
4. Mayor diferencia positiva particular de goles, la cual se obtiene sumando los goles de los equipos empatados y restándole los goles recibidos.
5. Mayor cantidad de goles a favor que hayan conseguido en las confrontaciones entre ellos mismos.
6. Como última alternativa, el comité de competición realizaría un sorteo para el desempate.

### Fase final
Los ocho clubes calificados para esta fase del torneo serán reubicados de acuerdo con el lugar que ocupen en la tabla al término de la jornada 18, con los puestos del número uno hasta el cuatro de cada grupo. Los partidos a esta fase se desarrollarán a visita recíproca, en las siguientes etapas:
- Cuartos de final
- Semifinales
- Final

Los clubes vencedores en los partidos de cuartos de final y semifinal serán aquellos que en los dos juegos anoten el mayor número de goles. El club vencedor de la final y por lo tanto campeón, será aquel que en los dos partidos anote el mayor número de goles. Para todas las series, si al término del tiempo reglamentario el partido está empatado, se agregarán dos tiempos extras de 15 minutos cada uno. De persistir el empate en estos periodos, se procederá a lanzar tiros penales hasta que resulte un vencedor.
Los partidos de cuartos de final se jugarán de la siguiente manera:

## Equipos participantes

### Equipos por provincia
Para la temporada 2022-23, la provincia con más equipos en la Segunda División es San José con cinco.
| Uruguay Carmelita Turrialba Jicaral Liberia Consultants Garabito Golfito Palmares Sarchí Aserrí Santa Ana San José Belén Cariari Limón Black Star Quepos |

| Provincia  | N.º | Equipos                                                   |
| ---------- | --- | --------------------------------------------------------- |
| San José   | 5   | Aserrí, Fútbol Consultants, San José, Santa Ana y Uruguay |
| Puntarenas | 4   | Garabito, Golfito, Jicaral y Quepos Cambute               |
| Alajuela   | 3   | Carmelita, COFUTPA y Asociación Deportiva Sarchí          |
| Limón      | 2   | Cariari y Limón Black Star                                |
| Heredia    | 1   | Escorpiones                                               |
| Guanacaste | 1   | Liberia                                                   |
| Cartago    | 1   | Turrialba                                                 |

### Ascensos y descensos
| Pos. | Descendido de 1.ª División |
| ---- | -------------------------- |
| 12.º | Jicaral                    |

| Pos. | Ascendido a 1.ª División |
| ---- | ------------------------ |
| 1.º  | Puntarenas F. C.         |

| Pos. | Descendido de 2.ª División |
| ---- | -------------------------- |
| 17.º | Limón F. C.                |

| Pos. | Ascendido a 2.ª División |
| ---- | ------------------------ |
| 1.º  | Quepos Cambute           |

## Equipos

### Información de los equipos
| Equipo           | Ciudad       | Entrenador        | Fundación      | Estadio                 | Aforo | Transmisión |
| ---------------- | ------------ | ----------------- | -------------- | ----------------------- | ----- | ----------- |
| Aserrí           | Aserrí       | Ricardo Arguedas  | 1940 (85 años) | ST Center               | 2 500 |             |
| AD Sarchí        | Sarchí       | Francisco Arias   | 2021 (3 años)  | Eliécer Pérez           | 2 500 |             |
| Cariari          | Cariari      | Ronald Mora       | 1972 (53 años) | Comunal de Cariari      | 1 200 |             |
| Carmelita        | Alajuela     | Vinicio Alvarado  | 1948 (76 años) | Rafael Bolaños          | 2 400 |             |
| COFUTPA          | Palmares     | Mauricio Montero  | 2012 (13 años) | "Palmareño" Solís       | 4 000 |             |
| Consultants      | Desamparados | Edson Soto        | 2017 (7 años)  | "Cuty" Monge            | 5 500 |             |
| Escorpiones      | Belén        | Andrés Arias      | 2021 (3 años)  | Polideportivo de Belén  | 4 500 |             |
| Garabito         | Garabito     | Robert Arias      | 2019 (6 años)  | Municipal de Garabito   | 3 000 |             |
| Golfito          | Golfito      | Walter Cortés     | 2011 (14 años) | Fortunato Atencio       | 2 500 |             |
| Jicaral          | Jicaral      | Mauricio Solís    | 2007 (17 años) | Asoc. Cívica Jicaraleña | 1 500 |             |
| Liberia          | Liberia      | Minor Díaz        | 1977 (47 años) | Edgardo Baltodano       | 5 797 |             |
| Limón Black Star | Limón        | Gustavo Martínez  | 2022 (2 años)  | Juan Gobán              | 2 349 |             |
| Quepos Cambute   | Quepos       | Mauricio Moraga   | 1996 (29 años) | Municipal de Parrita    | 1 000 |             |
| San José         | Pavas        | Luis José Herra   | 2021 (3 años)  | Ernesto Rohrmoser       | 2 500 |             |
| Santa Ana        | Santa Ana    | Mario Víquez      | 1993 (32 años) | Piedades de Santa Ana   | 2 000 |             |
| Turrialba        | Turrialba    | Fernando Paniagua | 1940 (84 años) | Rafael Camacho          | 4 500 |             |
| Uruguay          | San Isidro   | Cristian Salomón  | 1936 (89 años) | El Labrador             | 2 500 |             |

Datos actualizados al 17 de julio de 2022.

## Fase de clasificación

### Tabla de posiciones

#### Grupo A
| Pos. | Equipo               | Pts. | PJ | G | E | P  | GF | GC | Dif. |  |
| ---- | -------------------- | ---- | -- | - | - | -- | -- | -- | ---- |  |
| 1    | Municipal Liberia    | 30   | 14 | 9 | 3 | 2  | 28 | 11 | +17  |  |
| 2    | A. D. COFUTPA        | 25   | 14 | 7 | 4 | 3  | 25 | 18 | +7   |  |
| 3    | Jicaral              | 24   | 14 | 7 | 3 | 4  | 32 | 19 | +13  |  |
| 4    | Quepos Cambute       | 22   | 14 | 7 | 1 | 6  | 28 | 22 | +6   |  |
| 5    | A. D. Carmelita      | 22   | 14 | 6 | 4 | 4  | 23 | 18 | +5   |  |
| 6    | A. D. Sarchí         | 22   | 14 | 6 | 4 | 4  | 23 | 20 | +3   |  |
| 7    | Puerto Golfito F. C. | 13   | 14 | 4 | 1 | 9  | 22 | 41 | −19  |  |
| 8    | Municipal Garabito   | 0    | 14 | 0 | 0 | 14 | 8  | 41 | −33  |  |

Actualizado a los partidos jugados el 8 de octubre de 2022.
 Fuente: Liga de Ascenso
|  | Clasifica a cuartos de final. |
|  | Último lugar.                 |

#### Grupo B
| Pos. | Equipo                    | Pts. | PJ | G  | E | P  | GF | GC | Dif. |  |
| ---- | ------------------------- | ---- | -- | -- | - | -- | -- | -- | ---- |  |
| 1    | Limón Black Star          | 35   | 16 | 10 | 5 | 1  | 27 | 16 | +11  |  |
| 2    | Aserrí F. C.              | 31   | 16 | 10 | 1 | 5  | 36 | 21 | +15  |  |
| 3    | Escorpiones de Belén      | 28   | 16 | 8  | 4 | 4  | 31 | 26 | +5   |  |
| 4    | Fútbol Consultants        | 25   | 16 | 7  | 4 | 5  | 26 | 18 | +8   |  |
| 5    | Municipal Santa Ana       | 20   | 16 | 6  | 2 | 8  | 25 | 25 | 0    |  |
| 6    | San José F. C.            | 20   | 16 | 5  | 5 | 6  | 26 | 27 | −1   |  |
| 7    | A. D. Cariari             | 19   | 16 | 6  | 1 | 9  | 25 | 27 | −2   |  |
| 8    | C. S. Uruguay de Coronado | 14   | 16 | 3  | 5 | 8  | 22 | 30 | −8   |  |
| 9    | Municipal Turrialba       | 9    | 16 | 2  | 3 | 11 | 14 | 44 | −30  |  |

Actualizado a los partidos jugados el 8 de octubre de 2022.
 Fuente: Liga de Ascenso
|  | Clasifica a cuartos de final. |
|  | Último lugar.                 |

### Evolución de la clasificación
| Jornada                   | 1 | 2 | 3 | 4 | 5 | 6 | 7 | 8 | 9 | 10 | 11 | 12 | 13 | 14 | 15 | 16 | 17 | 18 |
| Equipo                    |   |   |   |   |   |   |   |   |   |    |    |    |    |    |    |    |    |    |
| ------------------------- | - | - | - | - | - | - | - | - | - | -- | -- | -- | -- | -- | -- | -- | -- | -- |
| Grupo A                   |   |   |   |   |   |   |   |   |   |    |    |    |    |    |    |    |    |    |
| Municipal Liberia         | 2 | 1 | 1 | 5 | 3 | 3 | 2 | 3 | 3 | 4  | 2  | 2  | 2  | 2  | 3  | 1  | 1  | 1  |
| A. D. COFUTPA             | 4 | 3 | 3 | 1 | 1 | 1 | 1 | 1 | 1 | 2  | 3  | 3  | 3  | 3  | 1  | 2  | 2  | 2  |
| Jicaral                   | 6 | 6 | 6 | 6 | 4 | 4 | 5 | 4 | 4 | 5  | 4  | 4  | 4  | 4  | 4  | 4  | 3  | 3  |
| Quepos Cambute            | 5 | 4 | 4 | 2 | 5 | 5 | 3 | 2 | 2 | 1  | 1  | 1  | 1  | 1  | 2  | 3  | 6  | 4  |
| A. D. Carmelita           | 3 | 2 | 2 | 3 | 2 | 2 | 4 | 5 | 5 | 3  | 5  | 5  | 5  | 7  | 7  | 6  | 4  | 5  |
| A. D. Sarchí              | 1 | 5 | 5 | 4 | 6 | 6 | 6 | 6 | 6 | 7  | 7  | 7  | 7  | 5  | 5  | 5  | 5  | 6  |
| Puerto Golfito F. C.      | 7 | 7 | 7 | 7 | 8 | 8 | 7 | 7 | 7 | 6  | 6  | 6  | 6  | 6  | 6  | 7  | 7  | 7  |
| Municipal Garabito        | 8 | 8 | 8 | 8 | 7 | 7 | 8 | 8 | 8 | 8  | 8  | 8  | 8  | 8  | 8  | 8  | 8  | 8  |
| Grupo B                   |   |   |   |   |   |   |   |   |   |    |    |    |    |    |    |    |    |    |
| Limón Black Star          | 4 | 5 | 7 | 9 | 9 | 5 | 4 | 2 | 2 | 2  | 2  | 2  | 2  | 2  | 2  | 2  | 1  | 1  |
| Aserrí F. C.              | 1 | 1 | 1 | 1 | 1 | 1 | 1 | 1 | 1 | 1  | 1  | 1  | 1  | 1  | 1  | 1  | 2  | 2  |
| Escorpiones de Belén      | 9 | 9 | 9 | 5 | 5 | 7 | 5 | 5 | 5 | 4  | 3  | 3  | 3  | 3  | 3  | 3  | 3  | 3  |
| Fútbol Consultants        | 7 | 8 | 3 | 6 | 8 | 4 | 6 | 6 | 4 | 3  | 5  | 5  | 7  | 6  | 6  | 4  | 4  | 4  |
| Municipal Santa Ana       | 8 | 2 | 5 | 8 | 3 | 2 | 2 | 4 | 6 | 7  | 7  | 6  | 6  | 5  | 4  | 5  | 5  | 5  |
| San José F. C.            | 2 | 4 | 4 | 7 | 7 | 6 | 8 | 8 | 7 | 6  | 6  | 7  | 5  | 7  | 7  | 7  | 7  | 6  |
| A. D. Cariari             | 3 | 3 | 2 | 2 | 2 | 3 | 3 | 3 | 3 | 5  | 4  | 4  | 4  | 4  | 5  | 6  | 6  | 7  |
| C. S. Uruguay de Coronado | 6 | 7 | 8 | 3 | 4 | 8 | 7 | 7 | 8 | 8  | 8  | 8  | 8  | 8  | 8  | 8  | 8  | 8  |
| Municipal Turrialba       | 5 | 6 | 6 | 4 | 6 | 9 | 9 | 9 | 9 | 9  | 9  | 9  | 9  | 9  | 9  | 9  | 9  | 9  |

## Resultados
- Los horarios corresponden al tiempo de Costa Rica (UTC-6).
- El calendario de los partidos se dio a conocer el 28 de julio.[3]

| Jornada 1                               | Jornada 1 | Jornada 1            | Jornada 1                  | Jornada 1       | Jornada 1 | Jornada 1 | Jornada 1   |
| Local                                   | Resultado | Visitante            | Estadio                    | Fecha           | Hora      | Árbitro   | Transmisión |
| Grupo A                                 | Grupo A   | Grupo A              | Grupo A                    | Grupo A         | Grupo A   | Grupo A   | Grupo A     |
| --------------------------------------- | --------- | -------------------- | -------------------------- | --------------- | --------- | --------- | ----------- |
| A. D. Carmelita                         | 1 - 0     | Jicaral              | Rafael Bolaños             | 29 de julio     | 15:00     | Árbitro   |             |
| Municipal Liberia                       | 2 - 1     | Puerto Golfito F. C. | Edgardo Baltodano          | 30 de julio     | 19:00     | Árbitro   |             |
| A. D. Sarchí                            | 3 - 1     | Municipal Garabito   | Rafael Bolaños             | 31 de julio     | 15:00     | Árbitro   |             |
| Quepos Cambute                          | 2 - 0     | A. D. COFUTPA        | Municipal de Parrita       | 14 de setiembre | 15:00     | Árbitro   |             |
| Grupo B                                 |           |                      |                            |                 |           |           |             |
| San José F. C.                          | 2 - 0     | Municipal Santa Ana  | Ernesto Rohrmoser          | 30 de julio     | 15:00     | Árbitro   |             |
| Limón Black Star                        | 1 - 1     | Municipal Turrialba  | Juan Gobán                 | 30 de julio     | 15:00     | Árbitro   |             |
| Escorpiones de Belén                    | 1 - 3     | Aserrí F. C.         | Polideportivo de Belén     | 31 de julio     | 14:00     | Árbitro   |             |
| A. D. Cariari                           | 3 - 2     | Fútbol Consultants   | Estadio Comunal de Cariari | 1 de agosto     | 14:00     | Árbitro   |             |
| Equipo libre: C. S. Uruguay de Coronado |           |                      |                            |                 |           |           |             |
| Total de goles: 23                      |           |                      |                            |                 |           |           |             |

| Jornada 2                         | Jornada 2 | Jornada 2            | Jornada 2              | Jornada 2   | Jornada 2 | Jornada 2 | Jornada 2   |
| Local                             | Resultado | Visitante            | Estadio                | Fecha       | Hora      | Árbitro   | Transmisión |
| Grupo A                           | Grupo A   | Grupo A              | Grupo A                | Grupo A     | Grupo A   | Grupo A   | Grupo A     |
| --------------------------------- | --------- | -------------------- | ---------------------- | ----------- | --------- | --------- | ----------- |
| Municipal Liberia                 | 1 - 1     | A. D. Carmelita      | Edgardo Baltodano      | 6 de agosto | 19:00     | Árbitro   |             |
| Jicaral                           | 2 - 1     | A. D. Sarchí         | Asoc.Cívica Jicaraleña | 7 de agosto | 11:00     | Árbitro   |             |
| A. D. COFUTPA                     | 2 - 0     | Puerto Golfito F. C. | Vargas Roldán          | 7 de agosto | 12:00     | Árbitro   |             |
| Municipal Garabito                | 2 - 3     | Quepos Cambute       | Rafael Bolaños         | 7 de agosto | 15:00     | Árbitro   |             |
| Grupo B                           |           |                      |                        |             |           |           |             |
| C. S. Uruguay de Coronado         | 1 - 1     | Escorpiones de Belén | El Labrador            | 5 de agosto | 15:00     | Árbitro   |             |
| San José F. C.                    | 0 - 3     | Aserrí F. C.         | Ernesto Rohrmoser      | 5 de agosto | 15:00     | Árbitro   |             |
| Municipal Santa Ana               | 2 - 0     | A. D. Cariari        | Rafael Bolaños         | 5 de agosto | 19:00     | Árbitro   |             |
| Fútbol Consultants                | 1 - 1     | Limón Black Star     | "Cuty" Monge           | 6 de agosto | 14:00     | Árbitro   |             |
| Equipo libre: Municipal Turrialba |           |                      |                        |             |           |           |             |
| Total de goles: 21                |           |                      |                        |             |           |           |             |

| Jornada 3                      | Jornada 3 | Jornada 3                 | Jornada 3                  | Jornada 3    | Jornada 3 | Jornada 3 | Jornada 3   |
| Local                          | Resultado | Visitante                 | Estadio                    | Fecha        | Hora      | Árbitro   | Transmisión |
| Grupo B                        | Grupo B   | Grupo B                   | Grupo B                    | Grupo B      | Grupo B   | Grupo B   | Grupo B     |
| ------------------------------ | --------- | ------------------------- | -------------------------- | ------------ | --------- | --------- | ----------- |
| A. D. Cariari                  | 2 - 0     | Aserrí F. C.              | Estadio Comunal de Cariari | 10 de agosto | 14:00     | Árbitro   |             |
| Escorpiones de Belén           | 2 - 2     | Municipal Turrialba       | Polideportivo de Belén     | 10 de agosto | 14:00     | Árbitro   |             |
| San José F. C.                 | 3 - 3     | C. S. Uruguay de Coronado | Ernesto Rohrmoser          | 10 de agosto | 15:00     | Árbitro   |             |
| Municipal Santa Ana            | 0 - 1     | Fútbol Consultants        | Rafael Bolaños             | 11 de agosto | 16:00     | Árbitro   |             |
| Equipo libre: Limón Black Star |           |                           |                            |              |           |           |             |
| Total de goles:13              |           |                           |                            |              |           |           |             |

| Jornada 4                        | Jornada 4 | Jornada 4            | Jornada 4              | Jornada 4       | Jornada 4 | Jornada 4 | Jornada 4   |
| Local                            | Resultado | Visitante            | Estadio                | Fecha           | Hora      | Árbitro   | Transmisión |
| Grupo A                          | Grupo A   | Grupo A              | Grupo A                | Grupo A         | Grupo A   | Grupo A   | Grupo A     |
| -------------------------------- | --------- | -------------------- | ---------------------- | --------------- | --------- | --------- | ----------- |
| A. D. Carmelita                  | 0 - 0     | A. D. Sarchí         | Rafael Bolaños         | 12 de agosto    | 15:00     | Árbitro   |             |
| A. D. COFUTPA                    | 1 - 0     | Municipal Liberia    | Vargas Roldán          | 13 de agosto    | 14:00     | Árbitro   |             |
| Jicaral                          | 2 - 3     | Quepos Cambute       | Asoc.Cívica Jicaraleña | 14 de agosto    | 13:00     | Árbitro   |             |
| Puerto Golfito F. C.             | 3 - 1     | Municipal Garabito   | Fortunato Atencio      | 14 de setiembre | 11:15     | Árbitro   |             |
| Grupo B                          |           |                      |                        |                 |           |           |             |
| C. S. Uruguay de Coronado        | 3 - 1     | A. D. Cariari        | El Labrador            | 13 de agosto    | 15:00     | Árbitro   |             |
| Municipal Turrialba              | 1 - 0     | San José F. C.       | Rafael Camacho         | 14 de agosto    | 11:00     | Árbitro   |             |
| Aserrí F. C.                     | 5 - 2     | Municipal Santa Ana  | Rafael Bolaños         | 14 de agosto    | 15:00     | Árbitro   |             |
| Limón Black Star                 | 0 - 1     | Escorpiones de Belén | Juan Gobán             | 14 de agosto    | 15:00     | Árbitro   |             |
| Equipo libre: Fútbol Consultants |           |                      |                        |                 |           |           |             |
| Total de goles: 23               |           |                      |                        |                 |           |           |             |

| Jornada 5                          | Jornada 5 | Jornada 5                 | Jornada 5                  | Jornada 5    | Jornada 5 | Jornada 5 | Jornada 5   |
| Local                              | Resultado | Visitante                 | Estadio                    | Fecha        | Hora      | Árbitro   | Transmisión |
| Grupo A                            | Grupo A   | Grupo A                   | Grupo A                    | Grupo A      | Grupo A   | Grupo A   | Grupo A     |
| ---------------------------------- | --------- | ------------------------- | -------------------------- | ------------ | --------- | --------- | ----------- |
| A. D. Carmelita                    | 1 - 0     | Quepos Cambute            | Rafael Bolaños             | 19 de agosto | 13:00     | Árbitro   |             |
| Municipal Garabito                 | 1 - 3     | A. D. COFUTPA             | Rafael Bolaños             | 19 de agosto | 20:00     | Árbitro   |             |
| Municipal Liberia                  | 1 - 0     | A. D. Sarchí              | Edgardo Baltodano          | 20 de agosto | 19:00     | Árbitro   |             |
| Jicaral                            | 2 - 0     | Puerto Golfito F. C.      | Asoc.Cívica Jicaraleña     | 21 de agosto | 11:00     | Árbitro   |             |
| Grupo B                            |           |                           |                            |              |           |           |             |
| San José F. C.                     | 3 - 3     | Limón Black Star          | Ernesto Rohrmoser          | 19 de agosto | 15:00     | Árbitro   |             |
| Aserrí F. C.                       | 2 - 1     | Fútbol Consultants        | Rafael Bolaños             | 19 de agosto | 16:00     | Árbitro   |             |
| A. D. Cariari                      | 5 - 2     | Municipal Turrialba       | Estadio Comunal de Cariari | 21 de agosto | 14:00     | Árbitro   |             |
| Municipal Santa Ana                | 3 - 0     | C. S. Uruguay de Coronado | Rafael Bolaños             | 21 de agosto | 15:00     | Árbitro   |             |
| Equipo libre: Escorpiones de Belén |           |                           |                            |              |           |           |             |
| Total de goles: 27                 |           |                           |                            |              |           |           |             |

| Jornada 6                    | Jornada 6 | Jornada 6            | Jornada 6      | Jornada 6    | Jornada 6 | Jornada 6 | Jornada 6   |
| Local                        | Resultado | Visitante            | Estadio        | Fecha        | Hora      | Árbitro   | Transmisión |
| Grupo B                      | Grupo B   | Grupo B              | Grupo B        | Grupo B      | Grupo B   | Grupo B   | Grupo B     |
| ---------------------------- | --------- | -------------------- | -------------- | ------------ | --------- | --------- | ----------- |
| Fútbol Consultants           | 2 - 1     | Escorpiones de Belén | "Cuty" Monge   | 24 de agosto | 11:00     | Árbitro   |             |
| C. S. Uruguay de Coronado    | 1 - 3     | Aserrí F. C.         | El Labrador    | 24 de agosto | 15:00     | Árbitro   |             |
| Limón Black Star             | 2 - 1     | A. D. Cariari        | Juan Gobán     | 24 de agosto | 15:00     | Árbitro   |             |
| Municipal Turrialba          | 0 - 4     | Municipal Santa Ana  | Rafael Camacho | 24 de agosto | 16:00     | Árbitro   |             |
| Equipo libre: San José F. C. |           |                      |                |              |           |           |             |
| Total de goles: 14           |           |                      |                |              |           |           |             |

| Jornada 7                   | Jornada 7 | Jornada 7            | Jornada 7             | Jornada 7    | Jornada 7 | Jornada 7 | Jornada 7   |
| Local                       | Resultado | Visitante            | Estadio               | Fecha        | Hora      | Árbitro   | Transmisión |
| Grupo A                     | Grupo A   | Grupo A              | Grupo A               | Grupo A      | Grupo A   | Grupo A   | Grupo A     |
| --------------------------- | --------- | -------------------- | --------------------- | ------------ | --------- | --------- | ----------- |
| Quepos Cambute              | 3 - 1     | A. D. Sarchí         | Municipal de Parrita  | 27 de agosto | 14:00     | Árbitro   |             |
| Municipal Liberia           | 5 - 0     | Municipal Garabito   | Edgardo Baltodano     | 27 de agosto | 19:00     | Árbitro   |             |
| A. D. COFUTPA               | 2 - 1     | Jicaral              | Guillermo Vargas      | 28 de agosto | 11:00     | Árbitro   |             |
| Puerto Golfito F. C.        | 2 - 1     | A. D. Carmelita      | Fortunato Atencio     | 28 de agosto | 11:00     | Árbitro   |             |
| Grupo B                     |           |                      |                       |              |           |           |             |
| San José F. C.              | 0 - 2     | Escorpiones de Belén | Rafael Bolaños        | 26 de agosto | 14:00     | Árbitro   |             |
| C. S. Uruguay de Coronado   | 1 - 1     | Fútbol Consultants   | El Labrador           | 27 de agosto | 15:00     | Árbitro   |             |
| Municipal Santa Ana         | 0 - 1     | Limón Black Star     | Piedades de Santa Ana | 28 de agosto | 15:00     | Árbitro   |             |
| Aserrí F. C.                | 5 - 1     | Municipal Turrialba  | Rafael Bolaños        | 29 de agosto | 16:00     | Árbitro   |             |
| Equipo libre: A. D. Cariari |           |                      |                       |              |           |           |             |
| Total de goles:26           |           |                      |                       |              |           |           |             |

| Jornada 8                         | Jornada 8 | Jornada 8                 | Jornada 8               | Jornada 8      | Jornada 8 | Jornada 8 | Jornada 8   |
| Local                             | Resultado | Visitante                 | Estadio                 | Fecha          | Hora      | Árbitro   | Transmisión |
| Grupo A                           | Grupo A   | Grupo A                   | Grupo A                 | Grupo A        | Grupo A   | Grupo A   | Grupo A     |
| --------------------------------- | --------- | ------------------------- | ----------------------- | -------------- | --------- | --------- | ----------- |
| A. D. Carmelita                   | 2 - 2     | A. D. COFUTPA             | Rafael Bolaños          | 2 de setiembre | 15:00     | Árbitro   |             |
| Quepos Cambute                    | 1 - 0     | Municipal Liberia         | Municipal de Parrita    | 3 de setiembre | 14:00     | Árbitro   |             |
| Jicaral                           | 4 - 0     | Municipal Garabito        | Asoc. Cívica Jicaraleña | 4 de setiembre | 11:00     | Árbitro   |             |
| A. D. Sarchí                      | 2 - 2     | Puerto Golfito F. C.      | Guillermo Vargas        | 4 de setiembre | 12:00     | Árbitro   |             |
| Grupo B                           |           |                           |                         |                |           |           |             |
| San José F. C.                    | 2 - 1     | Fútbol Consultants        | Ernesto Rohrmoser       | 3 de setiembre | 15:00     | Árbitro   |             |
| Escorpiones de Belén              | 1 - 2     | A. D. Cariari             | Polideportivo de Belén  | 3 de setiembre | 18:00     | Árbitro   |             |
| Municipal Turrialba               | 1 - 1     | C. S. Uruguay de Coronado | Rafael Camacho          | 4 de setiembre | 11:00     | Árbitro   |             |
| Limón Black Star                  | 4 - 2     | Aserrí F. C.              | Juan Gobán              | 4 de setiembre | 15:00     | Árbitro   |             |
| Equipo libre: Municipal Santa Ana |           |                           |                         |                |           |           |             |
| Total de goles: 27                |           |                           |                         |                |           |           |             |

| Jornada 9                 | Jornada 9 | Jornada 9            | Jornada 9                  | Jornada 9      | Jornada 9 | Jornada 9 | Jornada 9   |
| Local                     | Resultado | Visitante            | Estadio                    | Fecha          | Hora      | Árbitro   | Transmisión |
| Grupo B                   | Grupo B   | Grupo B              | Grupo B                    | Grupo B        | Grupo B   | Grupo B   | Grupo B     |
| ------------------------- | --------- | -------------------- | -------------------------- | -------------- | --------- | --------- | ----------- |
| Fútbol Consultants        | 4 - 0     | Municipal Turrialba  | "Cuty" Monge               | 7 de setiembre | 11:00     | Árbitro   |             |
| A. D. Cariari             | 1 - 1     | San José F. C.       | Estadio Comunal de Cariari | 7 de setiembre | 14:00     | Árbitro   |             |
| C. S. Uruguay de Coronado | 1 - 2     | Limón Black Star     | El Labrador                | 7 de setiembre | 15:00     | Árbitro   |             |
| Municipal Santa Ana       | 3 - 4     | Escorpiones de Belén | Piedades de Santa Ana      | 7 de setiembre | 19:00     | Árbitro   |             |
| Equipo libre:Aserrí F. C. |           |                      |                            |                |           |           |             |
| Total de goles: 16        |           |                      |                            |                |           |           |             |

| Jornada 10                              | Jornada 10 | Jornada 10           | Jornada 10            | Jornada 10      | Jornada 10 | Jornada 10 | Jornada 10  |
| Local                                   | Resultado  | Visitante            | Estadio               | Fecha           | Hora       | Árbitro    | Transmisión |
| Grupo A                                 | Grupo A    | Grupo A              | Grupo A               | Grupo A         | Grupo A    | Grupo A    | Grupo A     |
| --------------------------------------- | ---------- | -------------------- | --------------------- | --------------- | ---------- | ---------- | ----------- |
| Municipal Garabito                      | 0 - 3      | A. D. Carmelita      | "Lito" Pérez          | 10 de setiembre | 14:00      | Árbitro    |             |
| Municipal Liberia                       | 1 - 1      | Jicaral              | Edgardo Baltodano     | 10 de setiembre | 19:00      | Árbitro    |             |
| A. D. COFUTPA                           | 1 - 1      | A. D. Sarchí         | Guillermo Vargas      | 11 de setiembre | 11:00      | Árbitro    |             |
| Puerto Golfito F. C.                    | 3 - 2      | Quepos Cambute       | Fortunato Atencio     | 11 de setiembre | 11:15      | Árbitro    |             |
| Grupo B                                 |            |                      |                       |                 |            |            |             |
| Municipal Santa Ana                     | 0 - 1      | San José F. C.       | Piedades de Santa Ana | 10 de setiembre | 15:00      | Árbitro    |             |
| Municipal Turrialba                     | 1 - 2      | Limón Black Star     | Rafael A. Camacho     | 11 de setiembre | 11:00      | Árbitro    |             |
| Fútbol Consultants                      | 3 - 0      | A. D. Cariari        | "Cuty" Monge          | 11 de setiembre | 13:00      | Árbitro    |             |
| Aserrí F. C.                            | 2 - 3      | Escorpiones de Belén | Rafael Bolaños        | 12 de setiembre | 15:00      | Árbitro    |             |
| Equipo libre: C. S. Uruguay de Coronado |            |                      |                       |                 |            |            |             |
| Total de goles:24                       |            |                      |                       |                 |            |            |             |

| Jornada 11                        | Jornada 11 | Jornada 11                | Jornada 11                 | Jornada 11      | Jornada 11 | Jornada 11 | Jornada 11  |
| Local                             | Resultado  | Visitante                 | Estadio                    | Fecha           | Hora       | Árbitro    | Transmisión |
| Grupo A                           | Grupo A    | Grupo A                   | Grupo A                    | Grupo A         | Grupo A    | Grupo A    | Grupo A     |
| --------------------------------- | ---------- | ------------------------- | -------------------------- | --------------- | ---------- | ---------- | ----------- |
| Jicaral                           | 3 - 1      | A. D. Carmelita           | Asoc. Cívica Jicaraleña    | 18 de setiembre | 11:00      | Árbitro    |             |
| Puerto Golfito F. C.              | 1 - 4      | Municipal Liberia         | Fortunato Atencio          | 18 de setiembre | 11:15      | Árbitro    |             |
| Municipal Garabito                | 0 - 1      | A. D. Sarchí              | "Lito" Pérez               | 5 de octubre    | 14:00      | Árbitro    |             |
| A. D. COFUTPA                     | 2 - 1      | Quepos Cambute            | Guillermo Vargas           | 12 de octubre   | 12:00      | Árbitro    |             |
| Grupo B                           |            |                           |                            |                 |            |            |             |
| Aserrí F. C.                      | 3 - 0      | San José F. C.            | Rafael Bolaños             | 16 de setiembre | 15:00      | Árbitro    |             |
| A. D. Cariari                     | 3 - 0      | Municipal Santa Ana       | Estadio Comunal de Cariari | 17 de setiembre | 14:00      | Árbitro    |             |
| Escorpiones de Belén              | 4 - 1      | C. S. Uruguay de Coronado | Polideportivo de Belén     | 17 de setiembre | 18:00      | Árbitro    |             |
| Limón Black Star                  | 2 - 0      | Fútbol Consultants        | Juan Gobán                 | 19 de setiembre | 14:00      | Árbitro    |             |
| Equipo libre: Municipal Turrialba |            |                           |                            |                 |            |            |             |
| Total de goles: 26                |            |                           |                            |                 |            |            |             |

| Jornada 12                     | Jornada 12 | Jornada 12           | Jornada 12     | Jornada 12      | Jornada 12 | Jornada 12 | Jornada 12  |
| Local                          | Resultado  | Visitante            | Estadio        | Fecha           | Hora       | Árbitro    | Transmisión |
| Grupo B                        | Grupo B    | Grupo B              | Grupo B        | Grupo B         | Grupo B    | Grupo B    | Grupo B     |
| ------------------------------ | ---------- | -------------------- | -------------- | --------------- | ---------- | ---------- | ----------- |
| Fútbol Consultants             | 0 - 1      | Municipal Santa Ana  | "Cuty" Monge   | 21 de setiembre | 11:00      | Árbitro    |             |
| Municipal Turrialba            | 1 - 3      | Escorpiones de Belén | Rafael Camacho | 21 de setiembre | 11:00      | Árbitro    |             |
| C. S. Uruguay de Coronado      | 3 - 1      | San José F. C.       | El Labrador    | 21 de setiembre | 14:00      | Árbitro    |             |
| Aserrí F. C.                   | 2 - 0      | A. D. Cariari        | Rafael Bolaños | 21 de setiembre | 14:00      | Árbitro    |             |
| Equipo libre: Limón Black Star |            |                      |                |                 |            |            |             |
| Total de goles:11              |            |                      |                |                 |            |            |             |

| Jornada 13                       | Jornada 13 | Jornada 13                | Jornada 13                 | Jornada 13      | Jornada 13 | Jornada 13 | Jornada 13  |
| Local                            | Resultado  | Visitante                 | Estadio                    | Fecha           | Hora       | Árbitro    | Transmisión |
| Grupo A                          | Grupo A    | Grupo A                   | Grupo A                    | Grupo A         | Grupo A    | Grupo A    | Grupo A     |
| -------------------------------- | ---------- | ------------------------- | -------------------------- | --------------- | ---------- | ---------- | ----------- |
| A. D. Sarchí                     | 2 - 2      | Jicaral                   | Rafael Bolaños             | 23 de setiembre | 15:00      | Árbitro    |             |
| A. D. Carmelita                  | 0 - 1      | Municipal Liberia         | Rafael Bolaños             | 24 de setiembre | 20:00      | Árbitro    |             |
| Puerto Golfito F. C.             | 1 - 4      | A. D. COFUTPA             | Fortunato Atencio          | 25 de setiembre | 11:15      | Árbitro    |             |
| Quepos Cambute                   | 3 - 1      | Municipal Garabito        | Municipal de Parrita       | 25 de setiembre | 14:00      | Árbitro    |             |
| Grupo B                          |            |                           |                            |                 |            |            |             |
| San José F. C.                   | 6 - 0      | Municipal Turrialba       | Ernesto Rohrmoser          | 23 de setiembre | 15:00      | Árbitro    |             |
| Escorpiones de Belén             | 1 - 1      | Limón Black Star          | Polideportivo de Belén     | 24 de setiembre | 18:00      | Árbitro    |             |
| Municipal Santa Ana              | 3 - 2      | Aserrí F. C.              | Piedades de Santa Ana      | 25 de setiembre | 13:00      | Árbitro    |             |
| A. D. Cariari                    | 3 - 1      | C. S. Uruguay de Coronado | Estadio Comunal de Cariari | 25 de setiembre | 14:00      | Árbitro    |             |
| Equipo libre: Fútbol Consultants |            |                           |                            |                 |            |            |             |
| Total de goles: 31               |            |                           |                            |                 |            |            |             |

| Jornada 14                         | Jornada 14 | Jornada 14           | Jornada 14        | Jornada 14   | Jornada 14 | Jornada 14 | Jornada 14  |
| Local                              | Resultado  | Visitante            | Estadio           | Fecha        | Hora       | Árbitro    | Transmisión |
| Grupo A                            | Grupo A    | Grupo A              | Grupo A           | Grupo A      | Grupo A    | Grupo A    | Grupo A     |
| ---------------------------------- | ---------- | -------------------- | ----------------- | ------------ | ---------- | ---------- | ----------- |
| Quepos Cambute                     | 1 - 1      | Jicaral              | Finca Damas       | 1 de octubre | 14:00      | Árbitro    |             |
| Municipal Liberia                  | 2 - 2      | A. D. COFUTPA        | Edgardo Baltodano | 1 de octubre | 14:00      | Árbitro    |             |
| A. D. Sarchí                       | 5 - 4      | A. D. Carmelita      | Eliécer Pérez     | 2 de octubre | 13:00      | Árbitro    |             |
| Municipal Garabito                 | 0 - 3      | Puerto Golfito F. C. | "Lito" Pérez      | 2 de octubre | 14:00      | Árbitro    |             |
| Grupo B                            |            |                      |                   |              |            |            |             |
| Fútbol Consultants                 | 2 - 2      | Aserrí F. C.         | "Cuty" Monge      | 1 de octubre | 14:00      | Árbitro    |             |
| C. S. Uruguay de Coronado          | 2 - 2      | Municipal Santa Ana  | El Labrador       | 1 de octubre | 15:00      | Árbitro    |             |
| Municipal Turrialba                | 3 - 2      | A. D. Cariari        | Rafael Camacho    | 2 de octubre | 11:00      | Árbitro    |             |
| Limón Black Star                   | 2 - 1      | San José F. C.       | Juan Gobán        | 2 de octubre | 13:00      | Árbitro    |             |
| Equipo libre: Escorpiones de Belén |            |                      |                   |              |            |            |             |
| Total de goles: 29                 |            |                      |                   |              |            |            |             |

| Jornada 15                   | Jornada 15 | Jornada 15                | Jornada 15             | Jornada 15    | Jornada 15 | Jornada 15 | Jornada 15  |
| Local                        | Resultado  | Visitante                 | Estadio                | Fecha         | Hora       | Árbitro    | Transmisión |
| Grupo A                      | Grupo A    | Grupo A                   | Grupo A                | Grupo A       | Grupo A    | Grupo A    | Grupo A     |
| ---------------------------- | ---------- | ------------------------- | ---------------------- | ------------- | ---------- | ---------- | ----------- |
| A. D. COFUTPA                | 2 - 0      | Municipal Garabito        | Guillermo Vargas       | 8 de octubre  | 12:00      | Árbitro    |             |
| A. D. Sarchí                 | 0 - 1      | Municipal Liberia         | Eliércer Pérez         | 19 de octubre | 11:00      | Árbitro    |             |
| Puerto Golfito F. C.         | 2 - 7      | Jicaral                   | Fortunato Atencio      | 26 de octubre | 11:10      | Árbitro    |             |
| Quepos Cambute               | 1 - 2      | A. D. Carmelita           | Finca Damas            | 26 de octubre | 12:00      | Árbitro    |             |
| Grupo B                      |            |                           |                        |               |            |            |             |
| Municipal Santa Ana          | 2 - 0      | Municipal Turrialba       | Piedades de Santa Ana  | 7 de octubre  | 13:00      | Árbitro    |             |
| Aserrí F. C.                 | 1 - 0      | C. S. Uruguay de Coronado | "Cuty" Monge           | 7 de octubre  | 19:00      | Árbitro    |             |
| A. D. Cariari                | 1 - 2      | Limón Black Star          | Comunal de Cariari     | 8 de octubre  | 14:00      | Árbitro    |             |
| Escorpiones de Belén         | 0 - 1      | Fútbol Consultants        | Polideportivo de Belén | 9 de octubre  | 13:00      | Árbitro    |             |
| Equipo libre: San José F. C. |            |                           |                        |               |            |            |             |
| Total de goles: 22           |            |                           |                        |               |            |            |             |

| Jornada 16                  | Jornada 16 | Jornada 16                | Jornada 16              | Jornada 16    | Jornada 16 | Jornada 16 | Jornada 16  |
| Local                       | Resultado  | Visitante                 | Estadio                 | Fecha         | Hora       | Árbitro    | Transmisión |
| Grupo A                     | Grupo A    | Grupo A                   | Grupo A                 | Grupo A       | Grupo A    | Grupo A    | Grupo A     |
| --------------------------- | ---------- | ------------------------- | ----------------------- | ------------- | ---------- | ---------- | ----------- |
| A. D. Carmelita             | 3 - 2      | Puerto Golfito F. C.      | Rafael Bolaños          | 14 de octubre | 15:00      | Árbitro    |             |
| Jicaral                     | 3 - 1      | A. D. COFUTPA             | Asoc. Cívica Jicaraleña | 15 de octubre | 12:30      | Árbitro    |             |
| Municipal Garabito          | 1 - 3      | Municipal Liberia         | "Lito" Pérez            | 15 de octubre | 14:00      | Árbitro    |             |
| A. D. Sarchí                | 1 - 0      | Quepos Cambute            | Eliécer Pérez           | 16 de octubre | 11:15      | Árbitro    |             |
| Grupo B                     |            |                           |                         |               |            |            |             |
| Escorpiones de Belén        | 3 - 3      | San José F. C.            | Polideportivo de Belén  | 15 de octubre | 14:00      | Árbitro    |             |
| Fútbol Consultants          | 2 - 0      | C. S. Uruguay de Coronado | "Cuty" Monge            | 15 de octubre | 14:00      | Árbitro    |             |
| Municipal Turrialba         | 0 - 1      | Aserrí F. C.              | Rafael Camacho          | 16 de octubre | 11:00      | Árbitro    |             |
| Limón Black Star            | 1 - 1      | Municipal Santa Ana       | Juan Gobán              | 16 de octubre | 13:00      | Árbitro    |             |
| Equipo libre: A. D. Cariari |            |                           |                         |               |            |            |             |
| Total de goles: 25          |            |                           |                         |               |            |            |             |

| Jornada 17                        | Jornada 17 | Jornada 17           | Jornada 17         | Jornada 17    | Jornada 17 | Jornada 17 | Jornada 17  |
| Local                             | Resultado  | Visitante            | Estadio            | Fecha         | Hora       | Árbitro    | Transmisión |
| Grupo A                           | Grupo A    | Grupo A              | Grupo A            | Grupo A       | Grupo A    | Grupo A    | Grupo A     |
| --------------------------------- | ---------- | -------------------- | ------------------ | ------------- | ---------- | ---------- | ----------- |
| Municipal Garabito                | 1 - 2      | Jicaral              | "Lito" Pérez       | 22 de octubre | 14:00      | Árbitro    |             |
| Municipal Liberia                 | 4 - 0      | Quepos Cambute       | Edgardo Baltodano  | 22 de octubre | 17:00      | Árbitro    |             |
| A. D. COFUTPA                     | 1 - 1      | A. D. Carmelita      | Guillermo Vargas   | 23 de octubre | 11:00      | Árbitro    |             |
| Puerto Golfito F. C.              | 1 - 3      | A. D. Sarchí         | Fortunato Atencio  | 23 de octubre | 11:15      | Árbitro    |             |
| Grupo B                           |            |                      |                    |               |            |            |             |
| Fútbol Consultants                | 2 - 2      | San José F. C.       | "Cuty" Monge       | 22 de octubre | 14:00      | Árbitro    |             |
| C. S. Uruguay de Coronado         | 3 - 0      | Municipal Turrialba  | El Labrador        | 22 de octubre | 15:00      | Árbitro    |             |
| Aserrí F. C.                      | 0 - 1      | Limón Black Star     | "Cuty" Monge       | 22 de octubre | 18:00      | Árbitro    |             |
| A. D. Cariari                     | 1 - 2      | Escorpiones de Belén | Comunal de Cariari | 22 de octubre | 11:00      | Árbitro    |             |
| Equipo libre: Municipal Santa Ana |            |                      |                    |               |            |            |             |
| Total de goles: 24                |            |                      |                    |               |            |            |             |

| Jornada 18                 | Jornada 18 | Jornada 18                | Jornada 18              | Jornada 18    | Jornada 18 | Jornada 18 | Jornada 18  |
| Local                      | Resultado  | Visitante                 | Estadio                 | Fecha         | Hora       | Árbitro    | Transmisión |
| Grupo A                    | Grupo A    | Grupo A                   | Grupo A                 | Grupo A       | Grupo A    | Grupo A    | Grupo A     |
| -------------------------- | ---------- | ------------------------- | ----------------------- | ------------- | ---------- | ---------- | ----------- |
| Quepos Cambute             | 8 - 1      | Puerto Golfito F. C.      | Municipal de Parrita    | 30 de octubre | 13:00      | Árbitro    |             |
| A. D. Carmelita            | 3 - 0      | Municipal Garabito        | Rafael Bolaños          | 30 de octubre | 13:00      | Árbitro    |             |
| A. D. Sarchí               | 3 - 2      | A. D. COFUTPA             | Eliécer Pérez           | 30 de octubre | 13:00      | Árbitro    |             |
| Jicaral                    | 2 - 3      | Municipal Liberia         | Asoc. Cívica Jicaraleña | 30 de octubre | 13:00      | Árbitro    |             |
| Grupo B                    |            |                           |                         |               |            |            |             |
| San José F. C.             | 1 - 0      | A. D. Cariari             | Ernesto Rohrmoser       | 30 de octubre | 13:00      | Árbitro    |             |
| Municipal Turrialba        | 2 - 3      | Fútbol Consultants        | Rafael Camacho          | 30 de octubre | 13:00      | Árbitro    |             |
| Escorpiones de Belén       | 3 - 2      | Municipal Santa Ana       | Polideportivo de Belén  | 30 de octubre | 13:00      | Árbitro    |             |
| Limón Black Star           | 2 - 1      | C. S. Uruguay de Coronado | Juan Gobán              | 30 de octubre | 13:00      | Árbitro    |             |
| Equipo libre: Aserrí F. C. |            |                           |                         |               |            |            |             |
| Total de goles:36          |            |                           |                         |               |            |            |             |

## Fase final

### Cuadro de desarrollo
|  | Cuartos de final                                       | Cuartos de final                                       | Cuartos de final                                       | Cuartos de final                                       | Cuartos de final                                       |   |    | Semifinales                                              | Semifinales                                              | Semifinales                                              | Semifinales                                              | Semifinales                                              |  |    | Final                                         | Final                                         | Final                                         | Final                                         | Final                                         |  |
|  | 5 / 6 de noviembre (ida) 12 / 13 de noviembre (vuelta) | 5 / 6 de noviembre (ida) 12 / 13 de noviembre (vuelta) | 5 / 6 de noviembre (ida) 12 / 13 de noviembre (vuelta) | 5 / 6 de noviembre (ida) 12 / 13 de noviembre (vuelta) | 5 / 6 de noviembre (ida) 12 / 13 de noviembre (vuelta) |   |    | 19 / 20 de noviembre (ida) 26 / 27 de noviembre (vuelta) | 19 / 20 de noviembre (ida) 26 / 27 de noviembre (vuelta) | 19 / 20 de noviembre (ida) 26 / 27 de noviembre (vuelta) | 19 / 20 de noviembre (ida) 26 / 27 de noviembre (vuelta) | 19 / 20 de noviembre (ida) 26 / 27 de noviembre (vuelta) |  |    | 3 de diciembre (ida) 11 de diciembre (vuelta) | 3 de diciembre (ida) 11 de diciembre (vuelta) | 3 de diciembre (ida) 11 de diciembre (vuelta) | 3 de diciembre (ida) 11 de diciembre (vuelta) | 3 de diciembre (ida) 11 de diciembre (vuelta) |  |
|  |                                                        |                                                        |                                                        |                                                        |                                                        |   |    |                                                          |                                                          |                                                          |                                                          |                                                          |  |    |                                               |                                               |                                               |                                               |                                               |  |
|  |                                                        |                                                        |                                                        |                                                        |                                                        |   |    |                                                          |                                                          |                                                          |                                                          |                                                          |  |    |                                               |                                               |                                               |                                               |                                               |  |
|  | 1°A                                                    | Municipal Liberia                                      | 3                                                      | 2                                                      | 5                                                      |   |    |                                                          |                                                          |                                                          |                                                          |                                                          |  |    |                                               |                                               |                                               |                                               |                                               |  |
|  | 1°A                                                    | Municipal Liberia                                      | 3                                                      | 2                                                      | 5                                                      |   |    |                                                          |                                                          |                                                          |                                                          |                                                          |  |    |                                               |                                               |                                               |                                               |                                               |  |
|  | 4°B                                                    | Fútbol Consultants                                     | 0                                                      | 0                                                      | 0                                                      |   |    |                                                          |                                                          |                                                          |                                                          |                                                          |  |    |                                               |                                               |                                               |                                               |                                               |  |
|  | 4°B                                                    | Fútbol Consultants                                     | 0                                                      | 0                                                      | 0                                                      |   | C1 | Municipal Liberia                                        | 2                                                        | 3                                                        | 5                                                        |                                                          |  |    |                                               |                                               |                                               |                                               |                                               |  |
|  |                                                        |                                                        |                                                        |                                                        |                                                        |   | C1 | Municipal Liberia                                        | 2                                                        | 3                                                        | 5                                                        |                                                          |  |    |                                               |                                               |                                               |                                               |                                               |  |
|  |                                                        |                                                        | C3                                                     | Jicaral                                                | 2                                                      | 2 | 4  |                                                          |                                                          |                                                          |                                                          |                                                          |  |    |                                               |                                               |                                               |                                               |                                               |  |
|  | 2°B                                                    | Aserrí F. C.                                           | C3                                                     | Jicaral                                                | 2                                                      | 2 | 4  | 1                                                        | 0                                                        | 1                                                        |                                                          |                                                          |  |    |                                               |                                               |                                               |                                               |                                               |  |
|  | 2°B                                                    | Aserrí F. C.                                           |                                                        |                                                        |                                                        |   |    |                                                          |                                                          | 1                                                        |                                                          |                                                          |  |    |                                               |                                               |                                               |                                               |                                               |  |
|  | 3°A                                                    | Jicaral                                                | 2                                                      | 2                                                      | 4                                                      |   |    |                                                          |                                                          |                                                          |                                                          |                                                          |  |    |                                               |                                               |                                               |                                               |                                               |  |
|  | 3°A                                                    | Jicaral                                                | 2                                                      | 2                                                      | 4                                                      |   |    |                                                          |                                                          |                                                          |                                                          |                                                          |  | F1 | Municipal Liberia                             | 1                                             | 1                                             | 2                                             |                                               |  |
|  |                                                        |                                                        |                                                        |                                                        |                                                        |   |    |                                                          |                                                          |                                                          |                                                          |                                                          |  | F1 | Municipal Liberia                             | 1                                             | 1                                             | 2                                             |                                               |  |
|  |                                                        |                                                        | F2                                                     | Quepos Cambute                                         | 0                                                      | 0 | 0  |                                                          |                                                          |                                                          |                                                          |                                                          |  |    |                                               |                                               |                                               |                                               |                                               |  |
|  | 2°A                                                    | A. D. COFUTPA                                          | F2                                                     | Quepos Cambute                                         | 0                                                      | 0 | 0  | 1                                                        | 1                                                        | 2 (4)                                                    |                                                          |                                                          |  |    |                                               |                                               |                                               |                                               |                                               |  |
|  | 2°A                                                    | A. D. COFUTPA                                          |                                                        |                                                        |                                                        |   |    |                                                          |                                                          | 2 (4)                                                    |                                                          |                                                          |  |    |                                               |                                               |                                               |                                               |                                               |  |
|  | 3°B                                                    | Escorpiones de Belén                                   | 1                                                      | 1                                                      | 2 (2)                                                  |   |    |                                                          |                                                          |                                                          |                                                          |                                                          |  |    |                                               |                                               |                                               |                                               |                                               |  |
|  | 3°B                                                    | Escorpiones de Belén                                   | 1                                                      | 1                                                      | 2 (2)                                                  |   | C2 | A. D. COFUTPA                                            | 1                                                        | 0                                                        | 1                                                        |                                                          |  |    |                                               |                                               |                                               |                                               |                                               |  |
|  |                                                        |                                                        |                                                        |                                                        |                                                        |   | C2 | A. D. COFUTPA                                            | 1                                                        | 0                                                        | 1                                                        |                                                          |  |    |                                               |                                               |                                               |                                               |                                               |  |
|  |                                                        |                                                        | C4                                                     | Quepos Cambute                                         | 1                                                      | 1 | 2  |                                                          |                                                          |                                                          |                                                          |                                                          |  |    |                                               |                                               |                                               |                                               |                                               |  |
|  | 1°B                                                    | Limón Black Star                                       | C4                                                     | Quepos Cambute                                         | 1                                                      | 1 | 2  | 0                                                        | 5                                                        | 5                                                        |                                                          |                                                          |  |    |                                               |                                               |                                               |                                               |                                               |  |
|  | 1°B                                                    | Limón Black Star                                       |                                                        |                                                        |                                                        |   |    |                                                          |                                                          | 5                                                        |                                                          |                                                          |  |    |                                               |                                               |                                               |                                               |                                               |  |
|  | 4°A                                                    | Quepos Cambute                                         | 4                                                      | 3                                                      | 7                                                      |   |    |                                                          |                                                          |                                                          |                                                          |                                                          |  |    |                                               |                                               |                                               |                                               |                                               |  |
|  | 4°A                                                    | Quepos Cambute                                         | 4                                                      | 3                                                      | 7                                                      |   |    |                                                          |                                                          |                                                          |                                                          |                                                          |  |    |                                               |                                               |                                               |                                               |                                               |  |
|  |                                                        |                                                        |                                                        |                                                        |                                                        |   |    |                                                          |                                                          |                                                          |                                                          |                                                          |  |    |                                               |                                               |                                               |                                               |                                               |  |

### Cuartos de final

#### Liberia vs. Fútbol Consultants
| 6 de noviembre de 2022, 17:00 | Fútbol Consultants | 0:3 (0:1) | Municipal Liberia                          | "Cuty" Monge, Desamparados, San José     |                                          |
|                               |                    |           | Raúl Vidal 35', 59' · Daniel Castrillo 88' | Asistencia: 100 espectadores Árbitro(s): | Asistencia: 100 espectadores Árbitro(s): |

| 12 de noviembre de 2022, 19:00 | Municipal Liberia                           | 2:0 (1:0) (Global 5:0) | Fútbol Consultants | Edgardo Baltodano, Liberia, Guanacaste |                          |
|                                | Richard Rodríguez 6' · Daniel Castrillo 89' |                        |                    | Árbitro(s): Roger Vindas               | Árbitro(s): Roger Vindas |

#### Aserrí vs. Jicaral
| 6 de noviembre de 2022, 11:00 | Jicaral                    | 2:1 (2:0) | Aserrí F. C.     | Asoc. Cívica Jicaraleña, Jicaral, Puntarenas |                                          |
|                               | Johansen Baltodano 1', 29' |           | Ariel Zapata 63' | Asistencia: 100 espectadores Árbitro(s):     | Asistencia: 100 espectadores Árbitro(s): |

| 12 de noviembre de 2022, 14:00 | Aserrí F. C. | 0:2 (0:1) (Global 1:4) | Jicaral                                    | "Cuty" Monge, Desamparados, San José |                        |
|                                |              |                        | Jeffrey Montenegro 1' · Jorman Sánchez 60' | Árbitro(s): Kevin Ruíz               | Árbitro(s): Kevin Ruíz |

#### COFUTPA vs. Escorpiones
| 5 de noviembre de 2022, 16:00 | Escorpiones de Belén     | 1:1 (1:0) | A. D. COFUTPA      | Polideportivo de Belén, Belén, Heredia |                                        |
|                               | José Rodolfo Montiel 18' |           | Jehudy Pizarro 79' | Asistencia: 0 espectadores Árbitro(s): | Asistencia: 0 espectadores Árbitro(s): |

| 13 de noviembre de 2022, 11:00 | A. D. COFUTPA      | 1:1 (1:1;1:0) (t. s.)(4:2 p.)(Global 2:2) | Escorpiones de Belén | Guillermo Vargas, San Ramón, Alajuela |                          |
|                                | Jehudy Pizarro 30' |                                           | Mynor Escoe 52'      | Árbitro(s): Rigo Prendas              | Árbitro(s): Rigo Prendas |

#### Limón Black Star vs. Quepos Cambute
| 6 de noviembre de 2022, 13:00 | Quepos Cambute                                             | 4:0(0:0) | Limón Black Star | Municipal de Parrita, Parrita, Puntarenas |                                          |
|                               | Miguel Marín 54', 84' · Diego Vega 60' · Fabián Chaves 88' |          |                  | Asistencia: 200 espectadores Árbitro(s):  | Asistencia: 200 espectadores Árbitro(s): |

| 13 de noviembre de 2022, 14:00 | Limón Black Star | 5:3 (5:1) (Global 5:7) | Quepos Cambute                                                        | Juan Gobán, Limón        |                          |
|                                | Froylán Alfaro 0.09' · Justin Ramírez 10' · Darnell Barthley 23' · José Andrés Torres 41' · Marvin Esquivel 45' (pen.) |                        | Miguel Zúñiga 11' · Alejandro Porras 56' (pen.) · Aarón Solórzano 84' | Árbitro(s): Allen Quirós | Árbitro(s): Allen Quirós |

### Semifinales

#### Liberia vs. Jicaral
| 19 de noviembre de 2022, : | Jicaral                                    | 2:2(0:1) | Municipal Liberia                    | Asoc. Cívica Jicaraleña, Lepanto, Puntarenas |                            |
|                            | Kenny Cunningham 83' · Steven Granados 85' |          | Esyin Cordero 27' · Rafael Núñez 78' | Árbitro(s): Carlos Salazar                   | Árbitro(s): Carlos Salazar |

| 26 de noviembre de 2022, 19:00 | Municipal Liberia                           | 3:2 (1:1) (Global 5:4) | Jicaral               | Edgardo Baltodano, Liberia Guanacaste |                          |
|                                | Richard Rodríguez 45' · Raúl Vidal 53', 69' |                        | Esteban Cano 24', 61' | Árbitro(s): Rigo Prendas              | Árbitro(s): Rigo Prendas |

#### COFUTPA vs. Quepos
| 20 de noviembre de 2022, : | Quepos Cambute       | 1:1 (1:0) | A. D. COFUTPA        | Estadio Municipal de Parrita, Parrita Puntarenas |                          |
|                            | Alejandro Porras 37' |           | Ricardo Espinoza 71' | Árbitro(s): Josué Ugalde                         | Árbitro(s): Josué Ugalde |

| 27 de noviembre de 2022, : | A. D. COFUTPA | 0:1 (0:1) (Global 1:2) | Quepos Cambute         | Guillermo Vargas, San Ramón Alajuela |             |
|                            |               |                        | Greivin Chinchilla 34' | Árbitro(s):                          | Árbitro(s): |

### Final
El sorteo para determinar cuál equipo cierra la serie como local se realizará el 28 de noviembre.

#### Liberia vs. Quepos Cambute
| 3 de diciembre, 19:00 | Municipal Liberia   | 1:0 (1:0) | Quepos Cambute | Edgardo Baltodano, Liberia, Guanacaste                     |                                                            |
|                       | Joaquín Huertas 28' |           |                | Asistencia: 5.000 espectadores Árbitro(s): Jonathan Leitón | Asistencia: 5.000 espectadores Árbitro(s): Jonathan Leitón |

| 11 de diciembre, 12:00 | Quepos Cambute | 0:1 (0:1) (Global 0:2) | Municipal Liberia  | Estadio Municipal de Parrita, Parrita, Puntarenas         |                                                           |
|                        |                |                        | Malcone Pilone 17' | Asistencia: 2.000 espectadores Árbitro(s): Carlos Salazar | Asistencia: 2.000 espectadores Árbitro(s): Carlos Salazar |

#### Final - ida
| 1     | POR   | Erick Sánchez     |     |
| 55    | DEF   | Rafael Núñez      |     |
| 2     | DEF   | Andrés Jara       |     |
| 13    | DEF   | Dariel Castellón  | 71' |
| 30    | DEF   | Joaquín Huertas   |     |
| 98    | MED   | Ignacio Gómez     |     |
| 8     | MED   | Richard Rodríguez | 71' |
| 17    | MED   | Kevin Cabezas     |     |
| 20    | MED   | Malcone Pilone    |     |
| 10    | DEL   | Esyin Cordero     |     |
| 32    | DEL   | Erick Barahona    |     |
| D. T. | D. T. | Minor Díaz        |     |

| 1     | POR   | Isaac Solórzano    |     |
| 2     | DEF   | Greivin Chinchilla |     |
| 4     | DEF   | Marco Barrantes    |     |
| 6     | DEF   | David Solórzano    |     |
| 17    | DEF   | Aarón Solórzano    |     |
| 3     | MED   | Josué Salas        |     |
| 5     | MED   | Fabián Chavez      |     |
| 27    | MED   | Loann Moraga       |     |
| 24    | DEL   | Diego Vega         |     |
| 26    | DEL   | Kendall Porras     | 45' |
| 25    | DEL   | Maikol Ramírez     | 59' |
| D. T. | D. T. | Mauricio Moraga    |     |

| 14 | DEL | Walter Chévez  | 71' |
| 11 | MED | Jeffrey Chavez | 71' |

| 10 | DEL | Luís González   | 45' |
| 28 | DEL | Jeffrey Montoya | 59' |

| 28' | Joaquín Huertas | 1:0 |

| 59' · 90+3' · | Greivin Chinchilla Marco Barrantes |

| 90+3' | Luis González |

| Principal  | Jonathan Leitón |
| Asistentes | Felíx Quesada   |
|            | Elvia Salazar   |
| Cuarto     | Roy Monge       |

| 1     | POR   | Erick Sánchez     |     |
| 55    | DEF   | Rafael Núñez      |     |
| 2     | DEF   | Andrés Jara       |     |
| 13    | DEF   | Dariel Castellón  | 71' |
| 30    | DEF   | Joaquín Huertas   |     |
| 98    | MED   | Ignacio Gómez     |     |
| 8     | MED   | Richard Rodríguez | 71' |
| 17    | MED   | Kevin Cabezas     |     |
| 20    | MED   | Malcone Pilone    |     |
| 10    | DEL   | Esyin Cordero     |     |
| 32    | DEL   | Erick Barahona    |     |
| D. T. | D. T. | Minor Díaz        |     |

| 1     | POR   | Isaac Solórzano    |     |
| 2     | DEF   | Greivin Chinchilla |     |
| 4     | DEF   | Marco Barrantes    |     |
| 6     | DEF   | David Solórzano    |     |
| 17    | DEF   | Aarón Solórzano    |     |
| 3     | MED   | Josué Salas        |     |
| 5     | MED   | Fabián Chavez      |     |
| 27    | MED   | Loann Moraga       |     |
| 24    | DEL   | Diego Vega         |     |
| 26    | DEL   | Kendall Porras     | 45' |
| 25    | DEL   | Maikol Ramírez     | 59' |
| D. T. | D. T. | Mauricio Moraga    |     |

| 14 | DEL | Walter Chévez  | 71' |
| 11 | MED | Jeffrey Chavez | 71' |

| 10 | DEL | Luís González   | 45' |
| 28 | DEL | Jeffrey Montoya | 59' |

| 28' | Joaquín Huertas | 1:0 |

| 59' · 90+3' · | Greivin Chinchilla Marco Barrantes |

| 90+3' | Luis González |

| Principal  | Jonathan Leitón |
| Asistentes | Felíx Quesada   |
|            | Elvia Salazar   |
| Cuarto     | Roy Monge       |

| 1     | POR   | Erick Sánchez     |     |
| 55    | DEF   | Rafael Núñez      |     |
| 2     | DEF   | Andrés Jara       |     |
| 13    | DEF   | Dariel Castellón  | 71' |
| 30    | DEF   | Joaquín Huertas   |     |
| 98    | MED   | Ignacio Gómez     |     |
| 8     | MED   | Richard Rodríguez | 71' |
| 17    | MED   | Kevin Cabezas     |     |
| 20    | MED   | Malcone Pilone    |     |
| 10    | DEL   | Esyin Cordero     |     |
| 32    | DEL   | Erick Barahona    |     |
| D. T. | D. T. | Minor Díaz        |     |

| 1     | POR   | Isaac Solórzano    |     |
| 2     | DEF   | Greivin Chinchilla |     |
| 4     | DEF   | Marco Barrantes    |     |
| 6     | DEF   | David Solórzano    |     |
| 17    | DEF   | Aarón Solórzano    |     |
| 3     | MED   | Josué Salas        |     |
| 5     | MED   | Fabián Chavez      |     |
| 27    | MED   | Loann Moraga       |     |
| 24    | DEL   | Diego Vega         |     |
| 26    | DEL   | Kendall Porras     | 45' |
| 25    | DEL   | Maikol Ramírez     | 59' |
| D. T. | D. T. | Mauricio Moraga    |     |

| 14 | DEL | Walter Chévez  | 71' |
| 11 | MED | Jeffrey Chavez | 71' |

| 10 | DEL | Luís González   | 45' |
| 28 | DEL | Jeffrey Montoya | 59' |

| 28' | Joaquín Huertas | 1:0 |

| 59' · 90+3' · | Greivin Chinchilla Marco Barrantes |

| 90+3' | Luis González |

| Principal  | Jonathan Leitón |
| Asistentes | Felíx Quesada   |
|            | Elvia Salazar   |
| Cuarto     | Roy Monge       |

| 1     | POR   | Erick Sánchez     |     |
| 55    | DEF   | Rafael Núñez      |     |
| 2     | DEF   | Andrés Jara       |     |
| 13    | DEF   | Dariel Castellón  | 71' |
| 30    | DEF   | Joaquín Huertas   |     |
| 98    | MED   | Ignacio Gómez     |     |
| 8     | MED   | Richard Rodríguez | 71' |
| 17    | MED   | Kevin Cabezas     |     |
| 20    | MED   | Malcone Pilone    |     |
| 10    | DEL   | Esyin Cordero     |     |
| 32    | DEL   | Erick Barahona    |     |
| D. T. | D. T. | Minor Díaz        |     |

| 1     | POR   | Isaac Solórzano    |     |
| 2     | DEF   | Greivin Chinchilla |     |
| 4     | DEF   | Marco Barrantes    |     |
| 6     | DEF   | David Solórzano    |     |
| 17    | DEF   | Aarón Solórzano    |     |
| 3     | MED   | Josué Salas        |     |
| 5     | MED   | Fabián Chavez      |     |
| 27    | MED   | Loann Moraga       |     |
| 24    | DEL   | Diego Vega         |     |
| 26    | DEL   | Kendall Porras     | 45' |
| 25    | DEL   | Maikol Ramírez     | 59' |
| D. T. | D. T. | Mauricio Moraga    |     |

| 14 | DEL | Walter Chévez  | 71' |
| 11 | MED | Jeffrey Chavez | 71' |

| 10 | DEL | Luís González   | 45' |
| 28 | DEL | Jeffrey Montoya | 59' |

| 28' | Joaquín Huertas | 1:0 |

| 59' · 90+3' · | Greivin Chinchilla Marco Barrantes |

| 90+3' | Luis González |

| Principal  | Jonathan Leitón |
| Asistentes | Felíx Quesada   |
|            | Elvia Salazar   |
| Cuarto     | Roy Monge       |

#### Final - vuelta
| 1     | POR   | Isaac Solórzano    |  |
| 2     | DEF   | Greivin Chinchilla |  |
| 4     | DEF   | Marco Barrantes    |  |
| 6     | DEF   | David Solórzano    |  |
| 17    | DEF   | Aarón Solórzano    |  |
| 3     | MED   | Josué Salas        |  |
| 5     | MED   | Fabián Chavez      |  |
| 27    | MED   | Loann Moraga       |  |
| 24    | DEL   | Diego Vega         |  |
| 26    | DEL   | Kendall Porras     |  |
| 25    | DEL   | Maikol Ramírez     |  |
| D. T. | D. T. | Mauricio Moraga    |  |

| 1     | POR   | Erick Sánchez     |  |
| 55    | DEF   | Rafael Núñez      |  |
| 2     | DEF   | Andrés Jara       |  |
| 13    | DEF   | Daniel Castellón  |  |
| 30    | DEF   | Joaquín Huertas   |  |
| 98    | MED   | Ignacio Gómez     |  |
| 8     | MED   | Richard Rodríguez |  |
| 17    | MED   | Kevin Cabezas     |  |
| 20    | MED   | Malcone Pilone    |  |
| 10    | MED   | Esyin Cordero     |  |
| 32    | DEL   | Erick Barahona    |  |
| D. T. | D. T. | Minor Díaz        |  |

| 17' · | Malcone Pilone | 0:1 |

| Principal  | Carlos Salazar    |
| Asistentes | Anthony Gutiérrez |
|            | Osvaldo Luna      |
| Cuarto     | Pedro Navarro     |

| 1     | POR   | Isaac Solórzano    |  |
| 2     | DEF   | Greivin Chinchilla |  |
| 4     | DEF   | Marco Barrantes    |  |
| 6     | DEF   | David Solórzano    |  |
| 17    | DEF   | Aarón Solórzano    |  |
| 3     | MED   | Josué Salas        |  |
| 5     | MED   | Fabián Chavez      |  |
| 27    | MED   | Loann Moraga       |  |
| 24    | DEL   | Diego Vega         |  |
| 26    | DEL   | Kendall Porras     |  |
| 25    | DEL   | Maikol Ramírez     |  |
| D. T. | D. T. | Mauricio Moraga    |  |

| 1     | POR   | Erick Sánchez     |  |
| 55    | DEF   | Rafael Núñez      |  |
| 2     | DEF   | Andrés Jara       |  |
| 13    | DEF   | Daniel Castellón  |  |
| 30    | DEF   | Joaquín Huertas   |  |
| 98    | MED   | Ignacio Gómez     |  |
| 8     | MED   | Richard Rodríguez |  |
| 17    | MED   | Kevin Cabezas     |  |
| 20    | MED   | Malcone Pilone    |  |
| 10    | MED   | Esyin Cordero     |  |
| 32    | DEL   | Erick Barahona    |  |
| D. T. | D. T. | Minor Díaz        |  |

| 17' · | Malcone Pilone | 0:1 |

| Principal  | Carlos Salazar    |
| Asistentes | Anthony Gutiérrez |
|            | Osvaldo Luna      |
| Cuarto     | Pedro Navarro     |

| 1     | POR   | Isaac Solórzano    |  |
| 2     | DEF   | Greivin Chinchilla |  |
| 4     | DEF   | Marco Barrantes    |  |
| 6     | DEF   | David Solórzano    |  |
| 17    | DEF   | Aarón Solórzano    |  |
| 3     | MED   | Josué Salas        |  |
| 5     | MED   | Fabián Chavez      |  |
| 27    | MED   | Loann Moraga       |  |
| 24    | DEL   | Diego Vega         |  |
| 26    | DEL   | Kendall Porras     |  |
| 25    | DEL   | Maikol Ramírez     |  |
| D. T. | D. T. | Mauricio Moraga    |  |

| 1     | POR   | Erick Sánchez     |  |
| 55    | DEF   | Rafael Núñez      |  |
| 2     | DEF   | Andrés Jara       |  |
| 13    | DEF   | Daniel Castellón  |  |
| 30    | DEF   | Joaquín Huertas   |  |
| 98    | MED   | Ignacio Gómez     |  |
| 8     | MED   | Richard Rodríguez |  |
| 17    | MED   | Kevin Cabezas     |  |
| 20    | MED   | Malcone Pilone    |  |
| 10    | MED   | Esyin Cordero     |  |
| 32    | DEL   | Erick Barahona    |  |
| D. T. | D. T. | Minor Díaz        |  |

| 17' · | Malcone Pilone | 0:1 |

| Principal  | Carlos Salazar    |
| Asistentes | Anthony Gutiérrez |
|            | Osvaldo Luna      |
| Cuarto     | Pedro Navarro     |

| 1     | POR   | Isaac Solórzano    |  |
| 2     | DEF   | Greivin Chinchilla |  |
| 4     | DEF   | Marco Barrantes    |  |
| 6     | DEF   | David Solórzano    |  |
| 17    | DEF   | Aarón Solórzano    |  |
| 3     | MED   | Josué Salas        |  |
| 5     | MED   | Fabián Chavez      |  |
| 27    | MED   | Loann Moraga       |  |
| 24    | DEL   | Diego Vega         |  |
| 26    | DEL   | Kendall Porras     |  |
| 25    | DEL   | Maikol Ramírez     |  |
| D. T. | D. T. | Mauricio Moraga    |  |

| 1     | POR   | Erick Sánchez     |  |
| 55    | DEF   | Rafael Núñez      |  |
| 2     | DEF   | Andrés Jara       |  |
| 13    | DEF   | Daniel Castellón  |  |
| 30    | DEF   | Joaquín Huertas   |  |
| 98    | MED   | Ignacio Gómez     |  |
| 8     | MED   | Richard Rodríguez |  |
| 17    | MED   | Kevin Cabezas     |  |
| 20    | MED   | Malcone Pilone    |  |
| 10    | MED   | Esyin Cordero     |  |
| 32    | DEL   | Erick Barahona    |  |
| D. T. | D. T. | Minor Díaz        |  |

| 17' · | Malcone Pilone | 0:1 |

| Principal  | Carlos Salazar    |
| Asistentes | Anthony Gutiérrez |
|            | Osvaldo Luna      |
| Cuarto     | Pedro Navarro     |

|                                         |
| Campeón Apertura 2022 Municipal Liberia |

## Estadísticas

### Máximos goleadores
Lista con los máximos goleadores de la competencia.
Datos actualizados a 22 de septiembre de 2022 y según página oficial.
| Núm. | Jugador            | Equipo               | Goles |
| ---- | ------------------ | -------------------- | ----- |
| 1.º  | Anderson Núñez     | A.D. Cariari         | 12    |
| 2.º  | José R. Montiel    | Escorpiones de Belén | 8     |
| 3.º  | Slahuko Jawnyj     | Aserrí F. C.         | 7     |
| 4.º  | Jonathan Hansen    | San José F. C.       | 5     |
| 5.º  | Raúl López         | C.S. Uruguay         | 3     |
| 5.º  | Sergio Moreno      | Fútbol Consultants   | 3     |
| 4.º  | David Hernández    | Aserrí F. C.         | 2     |
| 4.º  | Erick Barahona     | San José F. C.       | 2     |
| 4.º  | Johel Montero      | C.S. Uruguay         | 2     |
| 4.º  | José Pablo Córdoba | Municipal Liberia    | 2     |
| 4.º  | Kenny Cunningham   | Jicaral              | 2     |
| 4.º  | Marvin Esquivel    | Limón Black Star     | 2     |
| 4.º  | Víctor Chavarría   | Aserrí F. C.         | 2     |
| 6.º  | Alejandro Porras   | Quepos Cambute       | 1     |
| 6.º  | Andrey Salmerón    | Fútbol Consultants   | 1     |
| 6.º  | Berny Solórzano    | A. D. COFUTPA        | 1     |
| 6.º  | Bryan Solórzano    | A. D. COFUTPA        | 1     |
| 6.º  | Byron Jiménez      | A.D. Sarchí          | 1     |
| 6.º  | Cristopher Solano  | San José F. C.       | 1     |
| 6.º  | Daniel Galeano     | A.D. Sarchí          | 1     |
| 6.º  | Deylon Arroyo      | Puerto Golfito F. C. | 1     |
| 6.º  | Esteban Cano       | Jicaral              | 1     |
| 6.º  | Esteban Sandoval   | A.D. Cariari         | 1     |
| 6.º  | Fabián Chaves      | Quepos Cambute       | 1     |
| 6.º  | Fabricio Venegas   | Fútbol Consultants   | 1     |
| 6.º  | Fred Cedeño        | Santa Ana            | 1     |
| 6.º  | Freddy Borbón      | C.S. Uruguay         | 1     |
| 6.º  | Gerald Brenes      | Santa Ana            | 1     |
| 6.º  | Greivin Fonseca    | Escorpiones de Belén | 1     |
| 6.º  | Gustavo Campos     | Aserrí F. C.         | 1     |
| 6.º  | Jafet Vega         | Santa Ana            | 1     |
| 6.º  | Jaime Valderramos  | Carmelita            | 1     |
| 6.º  | Jason García       | Aserrí F. C.         | 1     |
| 6.º  | Jeffrey Montoya    | Quepos Cambute       | 1     |
| 6.º  | Jeyson Powell      | Municipal Garabito   | 1     |
| 6.º  | Julius Ávila       | Municipal Turrialba  | 1     |
| 6.º  | Kevin Díaz         | Municipal Turrialba  | 1     |
| 6.º  | Kendall Madrigal   | San José F. C.       | 1     |
| 6.º  | Kevin Arroyo       | A.D. Sarchí          | 1     |
| 6.º  | Manuel Morales     | Jicaral              | 1     |
| 6.º  | Marco Barrantes    | Quepos Cambute       | 1     |
| 6.º  | Miguel Marín       | Quepos Cambute       | 1     |
| 6.º  | Moisés Jiménez     | Municipal Garabito   | 1     |
| 6.º  | Mynor Escoe        | Escorpiones de Belén | 1     |
| 6.º  | Nicolás Thompsen   | C.S. Uruguay         | 1     |
| 6.º  | Rubén Silva        | A. D. COFUTPA        | 1     |
| 6.º  | Rutsell Mora       | Escorpiones de Belén | 1     |
| 6.º  | Tomas Zukaras      | Santa Ana            | 1     |
| 6.º  | Verny Scott        | Aserrí F. C.         | 1     |